# Open 13 2024
Open 13 Provence 2024 byl tenisový turnaj hraný na mužském profesionálním okruhu ATP Tour v Palais des Sports. Třicátý druhý ročník Open 13 probíhal mezi 5. a 11. únorem 2024 v jihofrancouzském Marseille na dvorcích s tvrdým povrchem.
Turnaj dotovaný 801 335 eury patřil do kategorie ATP Tour 250. Nejvýše nasazeným singlistou se opět stal osmý tenista světa Hubert Hurkacz z Polska, kterého v semifinále vyřadil Humbert. Jako poslední přímý účastník do hlavní soutěže zasáhl český 73. hráč žebříčku Tomáš Macháč. V důsledku invaze Ruska na Ukrajinu na konci února 2022 řídící organizace tenisu ATP, WTA a ITF s grandslamy rozhodly, že ruští a běloruští tenisté mohli dále na okruzích startovat, ale do odvolání nikoli pod vlajkami Ruska a Běloruska.
Pátý singlový titul na okruhu ATP Tour vybojoval 25letý Ugo Humbert, jako sedmý marseillský šampion z Francie. Vyhrát prvních pět kariérních finále se v otevřené éře (od roku 1968) před ním podařilo jen sedmi tenistům. Posunem na 18. příčku se stal francouzskou jedničkou. Čtyřhru ovládl česko-čínský pár Tomáš Macháč a Čang Č’-čen, jehož oba členové proměnili debutové finále na túře ATP v první kariérní trofej. Čang se stal historicky prvním Číňanem, jenž triumfoval ve čtyřhře okruhu ATP Tour.

## Rozdělení bodů a finančních odměn

### Rozdělení bodů
| Soutěž  | Soutěž      | vítězové | finalisté | semifinalisté | čtvrtfinalisté | 16 v kole | 32 v kole | Q  | Q2 | Q1 |
| ------- | ----------- | -------- | --------- | ------------- | -------------- | --------- | --------- | -- | -- | -- |
| dvouhra | [ 2 ] [ 6 ] | 250      | 165       | 100           | 50             | 25        | 0         | 13 | 7  | 0  |
| čtyřhra | [ 7 ]       | 250      | 150       | 90            | 45             | 0         | —         | —  | —  | —  |

### Finanční odměny
| Soutěž                              | Soutěž      | vítězové  | finalisté | semifinalisté | čtvrtfinalisté | 16 v kole | 32 v kole | Q2      | Q1      |
| ----------------------------------- | ----------- | --------- | --------- | ------------- | -------------- | --------- | --------- | ------- | ------- |
| dvouhra                             | [ 2 ] [ 6 ] | 110 115 € | 64 240 €  | 37 765 €      | 21 885 €       | 12 705 €  | 7 765 €   | 3 885 € | 2 120 € |
| čtyřhra                             | [ 7 ]       | 38 260 €  | 20 470 €  | 12 000 €      | 6 710 €        | 3 950 €   | —         | —       | —       |
| částka ve čtyřhře je uvedena na pár |             |           |           |               |                |           |           |         |         |

## Mužská dvouhra

### Nasazení
| Stát                          | Hráč                        | ATP | Nasazení |
| ----------------------------- | --------------------------- | --- | -------- |
| Polsko                        | Hubert Hurkacz              | 8.  | 1.       |
| Bulharsko                     | Grigor Dimitrov             | 13. | 2.       |
|                               | Karen Chačanov              | 18. | 3.       |
| Francie                       | Ugo Humbert                 | 21. | 4.       |
| Španělsko                     | Alejandro Davidovich Fokina | 23. | 5.       |
| Itálie                        | Lorenzo Musetti             | 26. | 6.       |
| Kanada                        | Félix Auger-Aliassime       | 30. | 7.       |
| Česko                         | Jiří Lehečka                | 31. | 8.       |
| Žebříček ATP k 29. lednu 2024 |                             |     |          |

### Jiné formy účasti
Následující hráči obdrželi divokou kartu do hlavní soutěže:
- Benjamin Bonzi
- Quentin Halys
- Denis Shapovalov

Následující hráči nastoupili jako náhradníci:
- Maximilian Marterer
- Arthur Rinderknech

Následující hráči postoupili z kvalifikace:
- Maxime Cressy
- Hugo Gaston
- Hugo Grenier
- David Goffin

Následující hráč postoupil z kvalifikace jako šťastný poražený:
- Giulio Zeppieri

### Odhlášení
před zahájením turnaj
- Fábián Marozsán → nahradil jej  Maximilian Marterer
- Jannik Sinner → nahradil jej  Alexandre Müller → nahradil jej  Giulio Zeppieri
- Lorenzo Sonego → nahradil jej  Richard Gasquet
- Jan-Lennard Struff → nahradil jej  Grégoire Barrère

## Mužská čtyřhra

### Nasazení
| Stát                                                                                   | Hráč              | Stát        | Hráč          | ATP  | Nasazení |
| -------------------------------------------------------------------------------------- | ----------------- | ----------- | ------------- | ---- | -------- |
| Nizozemsko                                                                             | Jean-Julien Rojer | Nový Zéland | Michael Venus | 37.  | 1.       |
| Finsko                                                                                 | Harri Heliövaara  | Austrálie   | John Peers    | 75.  | 2.       |
| Rakousko                                                                               | Alexander Erler   | Rakousko    | Lucas Miedler | 76.  | 3.       |
| Indie                                                                                  | Juki Bhambri      | Nizozemsko  | Robin Haase   | 101. | 4.       |
| Žebříček ATP k 29. ledna 2024; číslo je součtem žebříčkového postavení obou členů páru |                   |             |               |      |          |

### Jiné formy účasti
Následující páry obdržely divokou kartu do hlavní soutěže:
- Pierre-Hugues Herbert /  Grégoire Jacq
- Harold Mayot /  Lucas Pouille

Následující pár nastoupil z pozice náhradníka:
- Sander Arends /  Sem Verbeek

### Odhlášení
před zahájením turnaje
- Ariel Behar /  Adam Pavlásek → nahradili je  Bart Stevens /  Petros Tsitsipas
- Sander Gillé /  Joran Vliegen → nahradili je  Patrik Niklas-Salminen /  Emil Ruusuvuori
- Lloyd Glasspool /  Jean-Julien Rojer → nahradili je  Jean-Julien Rojer /  Michael Venus
- Kevin Krawietz /  Tim Pütz → nahradili je  Vasil Kirkov /  Sebastian Korda
- Harold Mayot /  Lucas Pouille → nahradili je  Sander Arends /  Sem Verbeek
- Jamie Murray /  Michael Venus → nahradili je Ivan Ljutarevič /  Alexandr Ševčenko

## Přehled finále

### Mužská dvouhra
- Ugo Humbert vs.  Grigor Dimitrov, 6–4, 6–3

### Mužská čtyřhra
- Tomáš Macháč /  Čang Č’-čen vs.  Patrik Niklas-Salminen /  Emil Ruusuvuori, 6–3, 6–4